# AVRI
AVRI is een afvalverwerkingsbedrijf in Midden-Nederland.
AVRI is een acroniem voor ‘Afvalverwijdering Rivierenland’. De AVRI werkt in 8 gemeenten: Buren, Culemborg, Maasdriel, Neder-Betuwe, Tiel,  West Betuwe, West Maas en Waal en Zaltbommel.
De organisatie heeft de volgende taken: 
- Afvalbeheer
  - inzameling & verwerking
  - beleid & communicatie & voorlichting
- Beheer openbare ruimte (IBOR+)
  - Onderhoud groen & grijs
  - Integrale handhaving

Het hoofdkantoor van de AVRI is in Geldermalsen. De AVRI beheert  milieustraten in Culemborg, Geldermalsen, Tiel en Zaltbommel, en werven in Tiel  en Kesteren.